# IC 4523
IC 4523 — галактика типу SBc () у сузір'ї Вовк.
Цей об'єкт міститься в оригінальній редакції індексного каталогу.